# Vjačeslav Kantor
Vjačeslav Moše Kantor (in russo Вячеслав Моше Кантор?; Mosca, 8 settembre 1953) è un imprenditore russo con nazionalità anche inglese e israeliana e con stretti legami con il regime russo di Vladimir Putin.
Kantor possiede oltre il 94% del gruppo Acron, uno dei principali produttori e distributori di fertilizzanti minerali al mondo. Nell'estate del 2022, Kantor ha trasferito una partecipazione del 45,1% in Acron a tre top manager, cessando formalmente di essere proprietario di una partecipazione di controllo.
Miliardario - Forbes ha stimato nell'aprile 2023 il patrimonio netto di Kantor in 11,7 miliardi di dollari, e tra le persone più ricche al mondo - collezionista d'arte e filantropo, Kantor è stato sanzionato dal governo britannico nel marzo 2022 in seguito all'invasione russa dell'Ucraina. Di conseguenza la University College School ha deciso di rivedere il nome del suo padiglione sportivo che prende il nome da Kantor. Per lo stesso motivo è stato sanzionato dall'Unione Europea e dalla Svizzera.
Kantor è stato presidente dell'European Jewish Congress, presidente della World Holocaust Forum Foundation (WHF), presidente dell'European Jewish Fund (EJF) e presidente del World Jewish Congress (WJC) Policy Council.

## Biografia
Kantor è nato e ha trascorso i suoi primi anni a Mosca, si è laureato presso il Moscow Aviation Institute (MAI) nel 1976 e ha svolto ricerche per MAI e NPO Spektr. Nel 1981 ha completato il suo dottorato di ricerca in sistemi di controllo automatico di veicoli spaziali. Ha lavorato come scienziato e ha diretto uno dei laboratori di ricerca MAI.

## Carriera
Nel 1989-1993, Kantor è stato direttore generale di Intelmas, una società di telecomunicazioni. Nel 1996-2000 è stato consigliere economico del Presidente del Consiglio della Federazione dell'Assemblea Federale Russa.
Kantor è a capo del gruppo Acron, tra i principali produttori e distributori di fertilizzanti minerali al mondo.